# 康尼島人魚巡遊
康尼島人魚巡遊（Coney Island Mermaid Parade）又稱康尼岛美人鱼游行，是每年在美國纽约布鲁克林区康尼岛举行的艺术游行。该活动是美国最大的艺术游行，為庆祝夏季的到来，該活動於每年6月举行。